# Mostra de Teatre Espanyol d'Autors Contemporanis
La Mostra de Teatre Espanyol d'Autors Contemporanis és l'esdeveniment de nova dramatúrgia que reuneix més representacions d'autors vius de tot Espanya.

## Història
La Mostra va iniciar la seua marxa l'any 1993 amb la posada en escena d'Anónima sentencia d'Eduardo Galán, el 12 de juny al paranimf de la Universitat d'Alacant.
Aquest certamen anual, creat i dirigit per Guillermo Heras, ha definit amb el temps una sèrie d'objectius programàtics entre els quals destaca la seua aposta principal per programar companyies -que tenen en la seua producció un autor espanyol viu- sense importar quin estil o llengua tinga.
Entre els objectius secundaris està el de proporcionar un equilibri a la programació a diversos nivells, ja siga segons l'origen de la producció (empreses públiques, privades, independents o alternatives), la procedència geogràfica de les companyies, els diferents formats i segments de públic (teatre de sala, teatre per a xiquets, teatre cabaret, café-teatre i teatre de carrer), propiciar la presència habitual de dramaturgues i implicar els espectadors de manera que la Mostra no siga simplement seguida, sinó participada, amb activitats paral·leles i complementàries.
Igual que la Fira Tàrrega, la Mostra és també un trampolí per a la promoció nacional i internacional dels dramaturgs espanyols. Per a això, col·labora amb organismes nacionals i internacionals, i busca a més que els programadors estiguen receptius a noves apostes, espectacles amb un cert grau de risc en la seua creació i una menor projecció mediàtica que un altre tipus d'espectacles.
Finalment, la Mostra és abans que res una cita anual per al debat, la reflexió i l'anàlisi de com es troba la nostra dramatúrgia viva.

### Homenatges
En la mostra també s'homenatja un autor viu, qui és convidat a parlar sobre la seua obra. L'any 2015, per exemple, es va mantindre l'homenatge malgrat la sobtada mort de la dramaturga convidada Ana Diosdado. També en alguna ocasió (com va ocórrer en la XXI edició), en comptes d'un autor, es va homenatjat una companyia.

### La Palma d'Alacant
La Mostra de Teatre Español d'Autors Contemporanis va crear el 2001 un premi honorífic, la Palma d'Alacant, per donar reconeixement a una personalitat, empresa o Institució que haja destacat al llarg de la seua trajectòria professional en el suport, desenvolupament i compromís amb la dramatúrgia espanyola contemporània.
Des d'aleshores, han estat premiats, entre d'altres, la Revista Primer Acte, la Biblioteca Virtual Miguel de Cervantes, l'Associació d'Autors de Teatre o la Coordinadora Estatal de Sales Alternatives.

## Premi Carlos Arniches
Un dels pilars de la Mostra és afermar i donar difusió al lliurament del principal premi de teatre de la ciutat, en honor del dramaturg Carlos Arniches, el qual és convocat amb certa intermitencia pel Patronat Municipal de Cultura des de 1956.
El lliurament d'aquest guardó es coincideix amb l'acte d'homenatge cap al final de la Mostra, quan un intel·lectual prestigiós o un representant de l'Ajuntament d'Alacant fa públic el resultat del concurs.